# Phthonosema tendinosaria
Phthonosema tendinosaria là một loài bướm đêm trong họ Geometridae.